# Rodrigo Cubilla
Rodrigo Cubilla, vollständiger Name Rodrigo Martín Cubilla Grub, (* 14. Juni 1986 in Montevideo) ist ein uruguayischer Fußballspieler.

## Karriere

### Verein
Der 1,85 Meter große Offensivakteur Cubilla ist der Enkel von Luis Cubilla. Er gehörte 2003 der Nachwuchsabteilung des Club Atlético Peñarol an. Von 2006 bis Ende 2007 spielte er für Peñarols Reservemannschaft (Formativas) und kam in der Spielzeit 2006/07 auch zu einem Einsatz (kein Tor) in der Primera División. 
Zu diesem Erstligadebüt im Oktober 2006 verhalf ihm Trainer Gregorio Pérez, als er ihn für Diego Morena einwechselte, der als Sohn von Fernando Morena ebenfalls im uruguayischen Fußball bedeutende Vorfahren hat. In der Clausura 2008 stand er bei Central Español unter Vertrag und absolvierte fünf Erstligaspiele (kein Tor). Anschließend war er in der Apertura 2008 beim Zweitligisten Durazno FC aktiv. 2009 spielte er in Guatemala für Peñarol La Mesilla. Von dort wechselte er für das Jahr 2010 innerhalb des Landes zu Juventud Retalteca. Von Anfang 2011 bis Mitte August 2011 war er Spieler bei Deportivo Petapa. Es folgten in der Apertura 2011 sieben Erstligaeinsätze für die Rampla Juniors, bei denen ihm ein Treffer gelang. Zum Jahreswechsel 2011/12 schloss er sich dem kolumbianischen Verein Patriotas Boyacá an. Für die Mannschaft des Klubs aus Tunja schoss er bei acht Einsätzen in der Primera A ein Tor und traf bei vier Spielen der Copa Colombia insgesamt zweimal. Mitte Juni 2012 folgte ein bis Ende Juni 2013 währendes Engagement beim Antigua GFC. Im zweiten Halbjahr 2013 stand er in Reihen von Cobán Imperial. Seit Juli 2014 spielte er für den Aurora FC. Von dort wechselte er am 11. Juni 2015 zum Comunicaciones Fútbol Club. Von 2016 bis 2017 spielte er für CD Chalatenango und bestritt beim Klub aus El Salvador 40 Ligapartien (14 Tore). Zuletzt war er 2018 bei dem Verein Deportivo Petapa aktiv.

### Nationalmannschaft
Cubilla gehörte der von Jorge Da Silva trainierten U-17-Auswahl Uruguays an, die an der U-17-Südamerikameisterschaft 2003 in Bolivien teilnahm.